# القرينة (الحيمة الخارجية)

تعديل مصدري - تعديل

القرينة هي إحدى قرى عزلة بني عروة بمديرية الحيمة الخارجية التابعة لمحافظة صنعاء، بلغ تعداد سكانها 223 نسمة حسب تعداد اليمن لعام 2004.